# تپه شرقی قشلاق
تپه شرقی قشلاق در شهرستان بیجار، بخش چنگ الماس، روستای چهل امیران واقع شده و این اثر در تاریخ ۱۰ دی ۱۳۸۱ با شمارهٔ ثبت ۶۹۲۹ به‌عنوان یکی از آثار ملی ایران به ثبت رسیده است.